# John Presper Eckert
John Presper Eckert   (Filadèlfia, 6 d'abril de 1919 - Bryn Mawr, 3 de juny de 1995) va ser un físic, enginyer elèctric estatunidenc i pioner de la informàtica.

## Biografia
John Presper Eckert era l'únic fill d'una pròspera família. En la seva infantesa va demostrar habilitats excepcionals per a les matemàtiques i mentalitat d'inventor. El 1937 va ingressar a la Universitat de Pennsilvània per estudiar enginyeria elèctrica, graduant-se el 1941 amb bons resultats pel que fa a qualificacions. Fins i tot abans d'obtenir el seu títol d'enginyer, Eckert ja havia dissenyat i construït un dispositiu per mesurar la concentració de vapor de naftalè utilitzant radiació ultraviolada.

## Carrera
Després de graduar-se va continuar treballant a la universitat com a instructor de cursets d'electrònica i realitzant estudis de postgrau. En aquests cursos va conèixer i va fer amistat amb John William Mauchly que mantindria per a tota la vida. D'aquesta associació es van produir diversos dels èxits més importants en la computació moderna. De seguida, Eckert es va interessar per les idees que tenia Mauchly sobre la construcció d'un computador i de la col·laboració dels dos va sorgir el projecte ENIAC. Al maig de 1943 van designar a Eckert enginyer principal del projecte; la tasca específica era dissenyar els circuits electrònics. Un dels problemes que va solucionar va ser aconseguir que les 18.000 vàlvules de les que estava compost l'ENIAC tinguessin una vida llarga perquè així l'ENIAC fos viable. El 1946, a la Universitat de Pennsylvania, es va donar per conclòs el projecte, resultant així el computador electrònic de propòsit general, ENIAC. L'octubre de 1946 Eckert i Mauchly van abandonar la Universitat de Pensylvania, fundant junts l'empresa Eckert-Mauchly Computer Corporation.
El 1948 es va signar un contracte pel qual la companyia de Mauchly i Eckert construiria un computador per a la Northrop Aircraft Company, que estava desenvolupant un míssil secret de llarg abast anomenat Snark. La màquina en qüestió es va lliurar el 1949 sota el nom de BINAC (Binary Automatic Computer). Una de les característiques de la BINAC era que estava formada per dos processadors i podia realitzar 3.500 sumes o restes per segon, i 1.000 multiplicacions o divisions per segon. Un altre detall important és que va ser la primera computadora a utilitzar cintes magnètiques com a memòria secundària, i per això van desenvolupar un dispositiu denominat convertidor per a la lectura/escriptura a les cintes, que es va utilitzar posteriorment en la UNIVAC.
Més tard, una corporació formada per Eckert i Mauchly va començar a construir UNIVAC, però a causa de problemes financers, es van veure obligats a vendre la seva companyia a Remington Rand Corp. Eckert va romandre a la companyia passant a ser-ne un executiu. Treballant per a aquesta empresa es va concloure el projecte UNIVAC, el 1951.
L'UNIVAC I va ser el primer ordinador que es va fabricar comercialment, així com la primera a utilitzar un compilador per traduir llengua de programa en idioma de màquines. Els seus principals avenços eren el sistema de cintes magnètiques que podien llegir-se cap endavant i cap enrere, amb un sistema de zones tampó i procediments de comprovació d'errors.
Després d'haver construït l'UNIVAC I, Eckert i Mauchly van continuar treballant per a l'empresa Remington Rand, que va passar a anomenar-se Sperry Rand Corporation el 1951. Més tard es van fusionar amb Burroughs Corporation creant-se així Unisys. Eckert es va retirar de Unisys el 1989, encara que va seguir exercint com a consultor per a diferents empreses.